# Witvlakvlinder
De witvlakvlinder (Orgyia antiqua) is een vlinder uit de familie van de spinneruilen (Erebidae) en de onderfamilie van de donsvlinders (Lymantriinae).
De vlinder komt voor in het Palearctisch en Nearctisch gebied.
Er is sprake van opvallende seksuele dimorfie. De mannelijke vlinders hebben roodbruine vleugels met een witte stip, de spanwijdte bedraagt tussen de 25 en 30 millimeter. Vrouwtjes hebben geen vleugels en leggen hun eitjes in grote hoeveelheden op de buitenzijde van de cocon.
De eitjes overwinteren, waarna de rupsen zich voeden met waardplanten uit geslachten als Salix, Prunus, Crataegus en Rubus. De rups is op jonge leeftijd feller gekleurd dan wanneer hij volgroeid raakt. Onderzocht is of hierbij sprake is van een spanningsveld tussen schrikkleuren en schutkleuren. Feller gekleurde jonge rupsen blijken opmerkelijk genoeg voor vogels moeilijker op te sporen, terwijl dat effect bij groter worden afneemt.
De imagines (volwassen vlinders) voeden zich niet meer en leven dus vrij kort.

## Voorkomen in Nederland en België
De witvlakvlinder is in Nederland en België een gewone soort, die verspreid over het hele gebied voorkomt. De vliegtijd van de twee generaties loopt van mei tot in oktober.

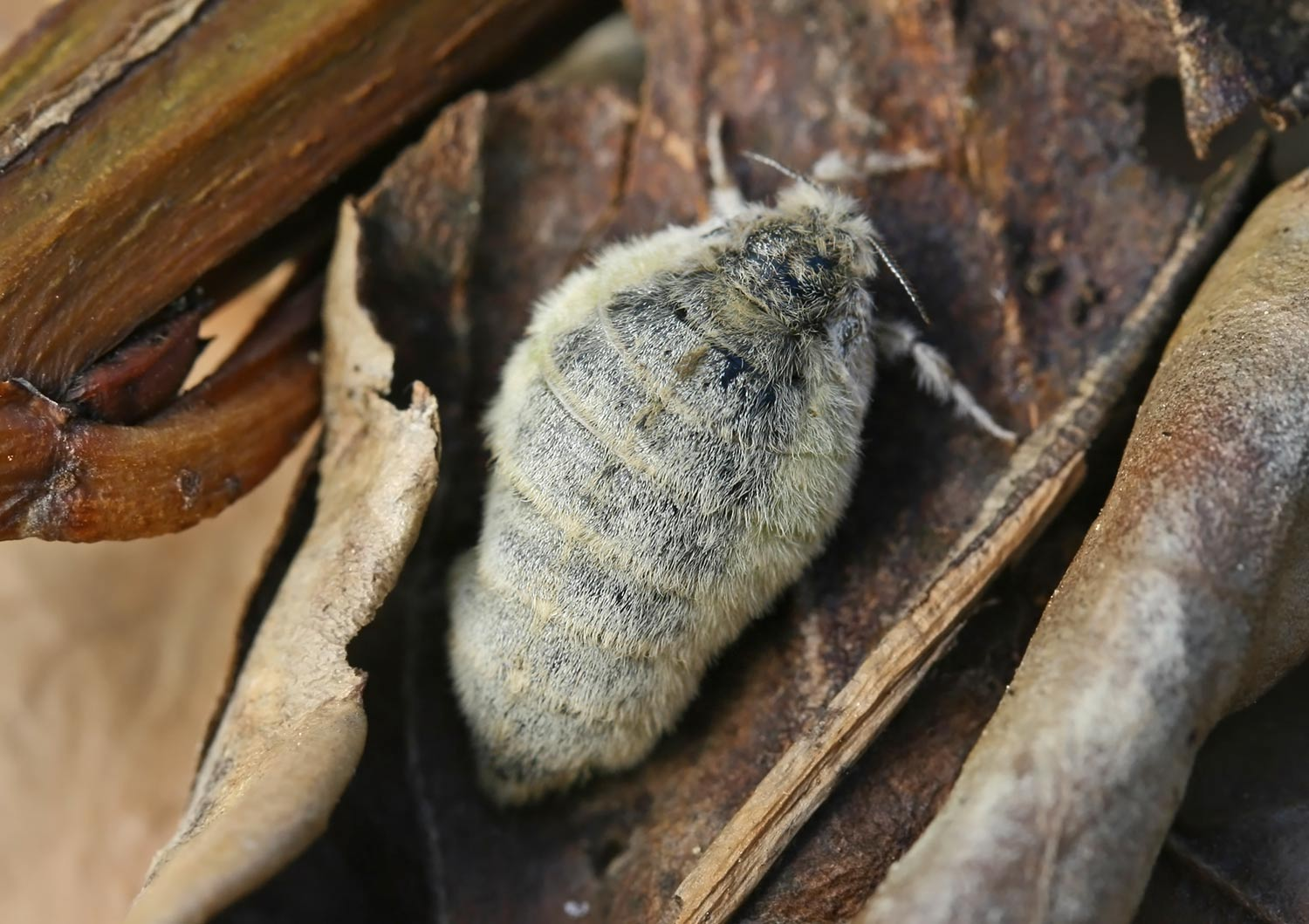
Wijfje
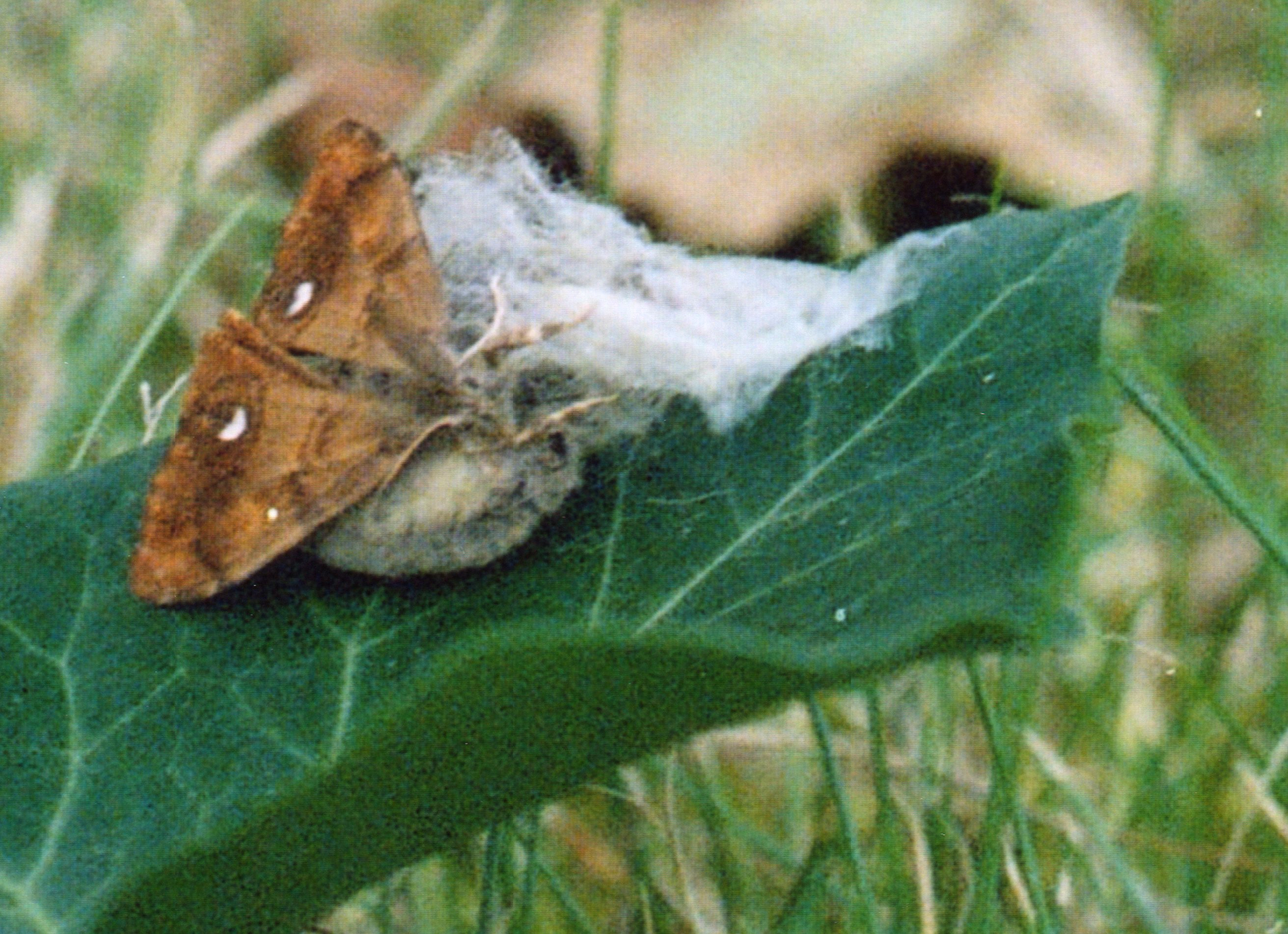
Paring
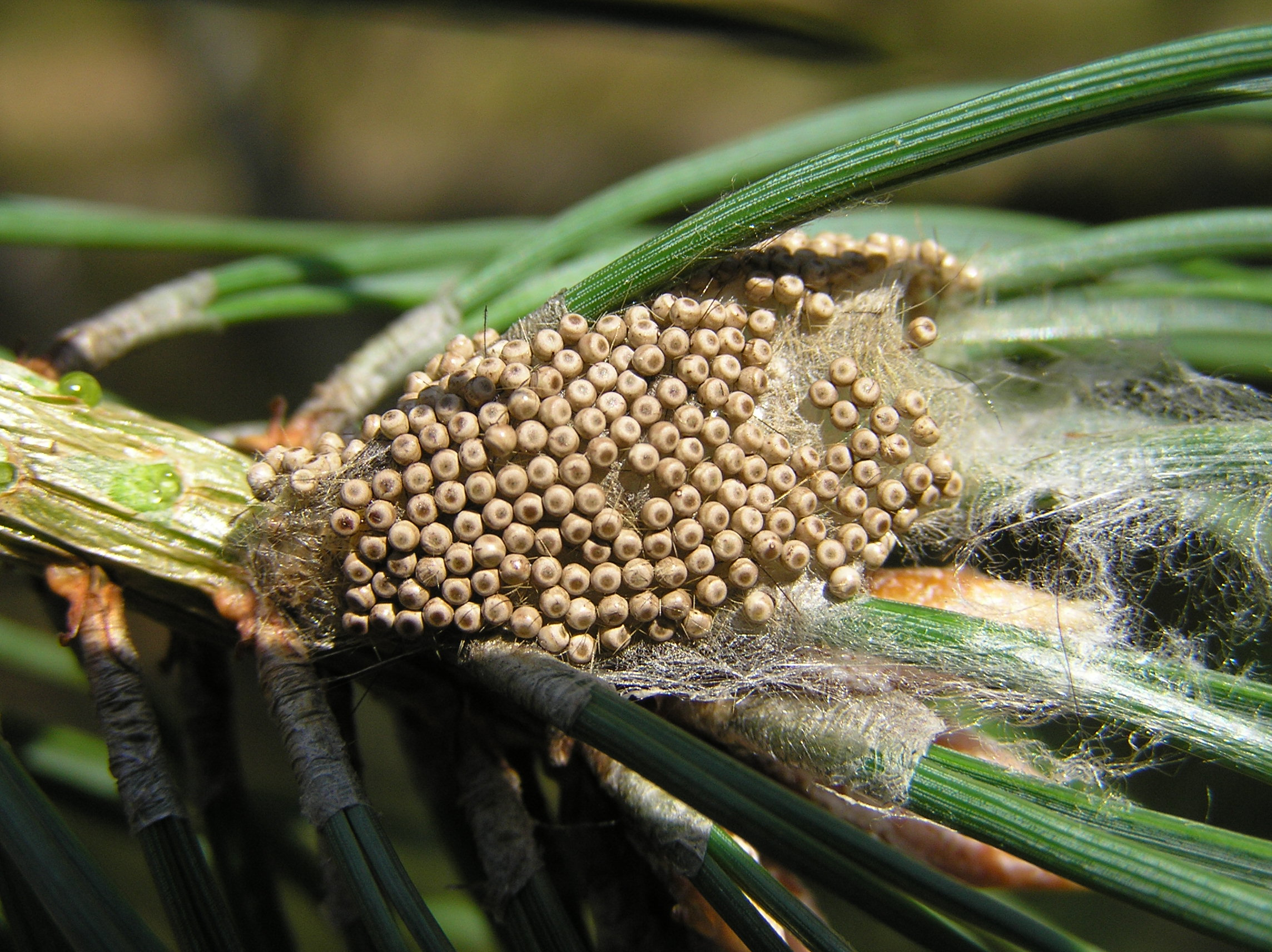
Eitjes
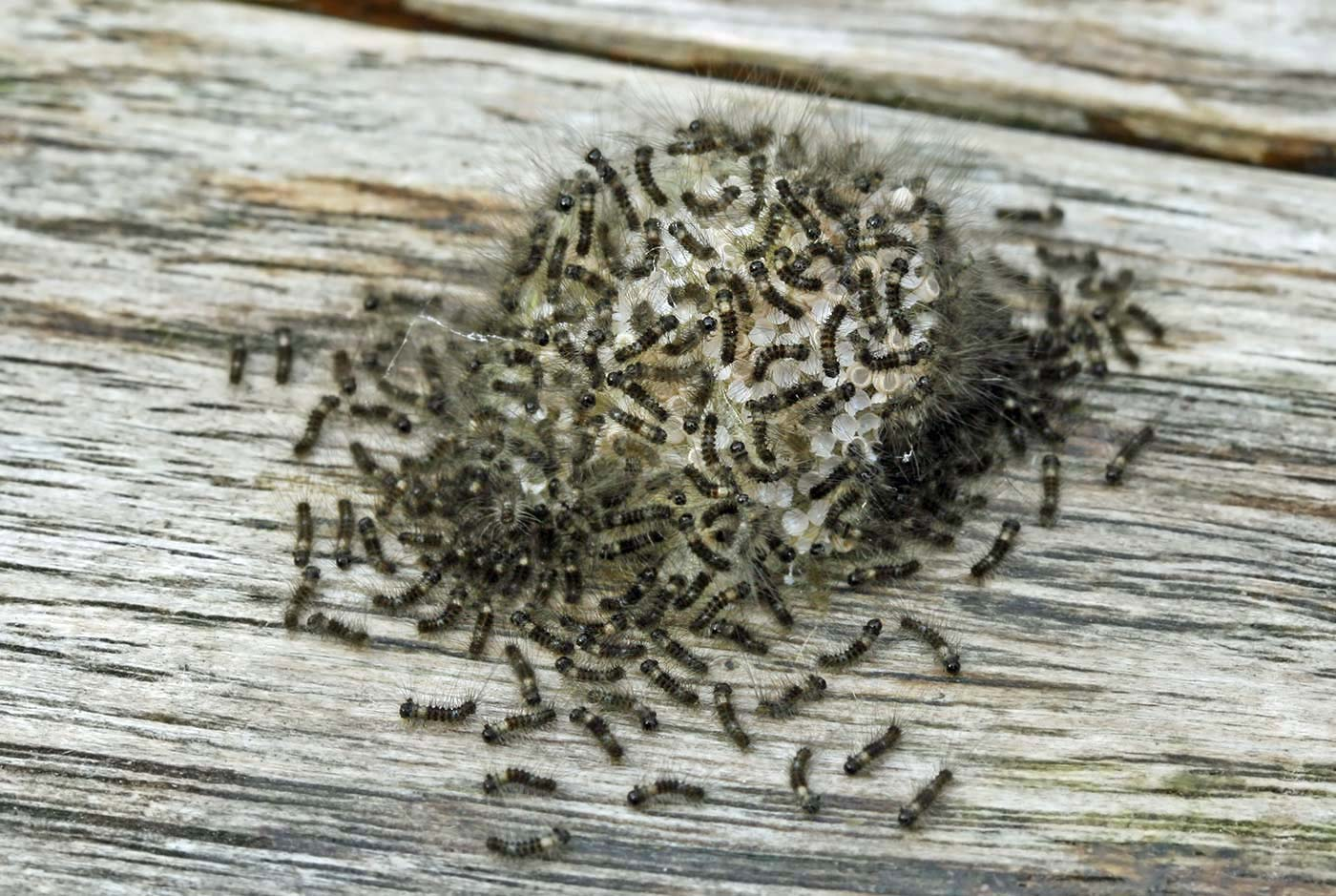
Uitsluipende rupsjes
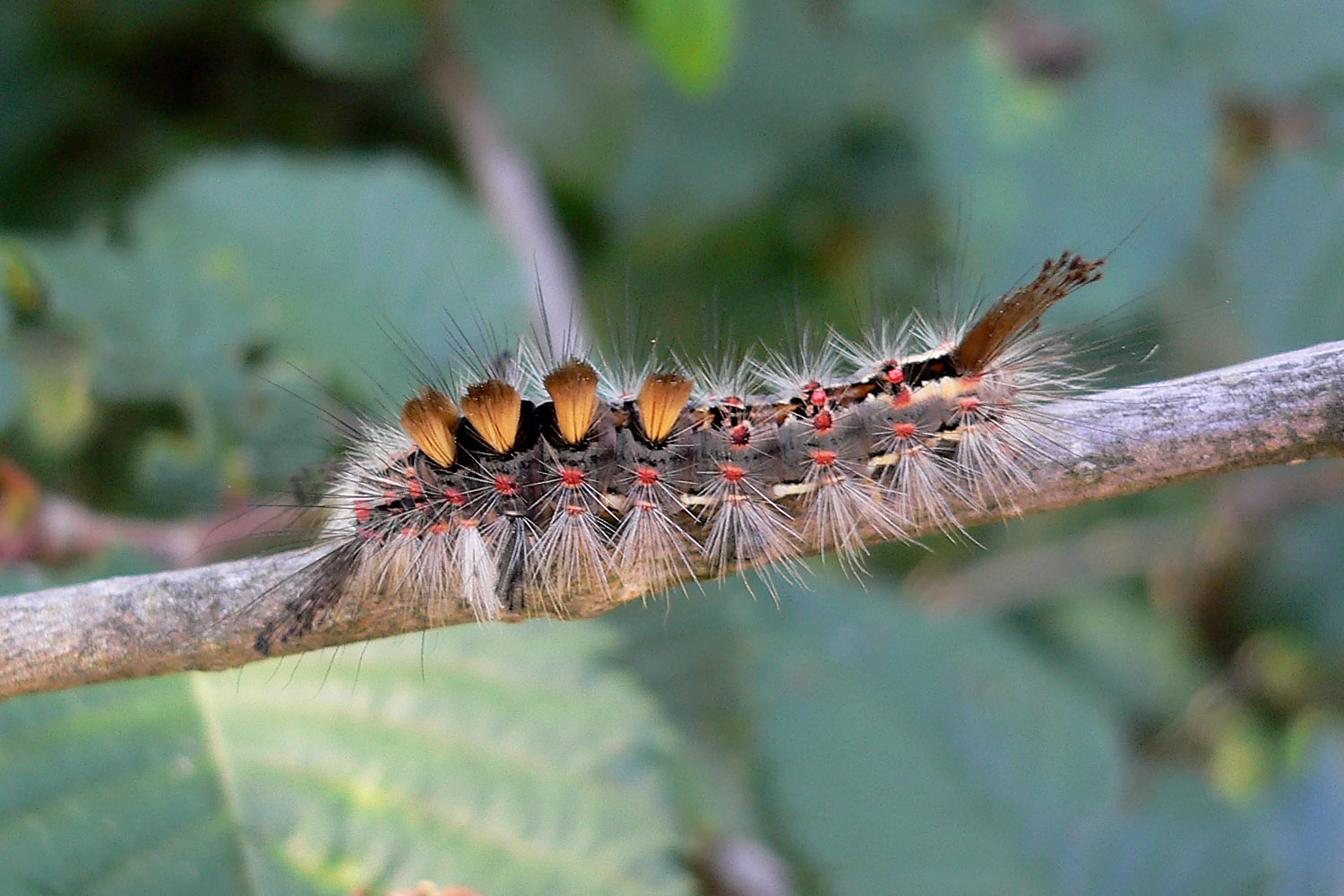
Rups